# Калинин, Сергей Ксенофонтович
Серге́й Ксенофо́нтович Кали́нин (род. 8 (21) октября 1911, Красноуфимск, Красноуфимский уезд, Пермская губерния, Российская империя — 9 ноября 1993, Алма-Ата, Казахстан) — советский и казахстанский учёный, доктор технических наук (1966), профессор (1976), член-корреспондент АН КазССР (1972), заслуженный деятель науки КазССР (1971).

## Биография
В 1938 году окончил Московский политехникум, в 1946 году — КазПИ. В 1930—1933 годах — сотрудник Уральского химико-технологического института в Свердловске, в 1933—1941 годах — научно-технический работник, заведующий химической лабораторией.
В 1941—1945 в рядах Советской Армии.
В 1945—1957 годах — заведующий лабораторией Института астрономии и физики АН КазССР. В 1953—1957 годах — заместитель директора по научной работе физико-технического института АН КазССР, в 1957—1961 годах — зав. лабораторией Института ядерной физики АН КазССР, в 1961—1993 годах руководитель сектора, заведующий отделом Института геологических наук АН КазССР. В 1965 году защитил диссертацию на соискание ученой степени кандидата химических наук на тему «Спектрофотометрическое определение малых содержаний редкоземельных элементов цериевой группы в высоколегированных сталях».
Основные научные труды посвящены изучению и систематизации оптических спектров атомов и молекул, разработке наиболее важных вопросов спектрального анализа.
Награждён орденами «Дружбы народов», «Знак Почёта».

## Научные работы
- Атлас спектральных линий для дифракционного спектрографа. — А., 1968 (соавт.).
- Эмиссионный спектральный анализ минерального сырья. — М., 1969 (соавт.).
- Стабильный изотоп — осмий-187. — А., 1975.